# Belloc-Saint-Clamens
Belloc-Saint-Clamens è un comune francese di 148 abitanti situato nel dipartimento del Gers nella regione dell'Occitania.
Nel 1997 il comune è stato interessato da un'alluvione, che ha danneggiato un'industria farmaceutica locale.

## Società

### Evoluzione demografica
Abitanti censiti